# Babylonstoren
Babylonstoren ist ein Garten, Weingut und Luxushotel im Drakenstein Valley in der Provinz Westkap in Südafrika. 

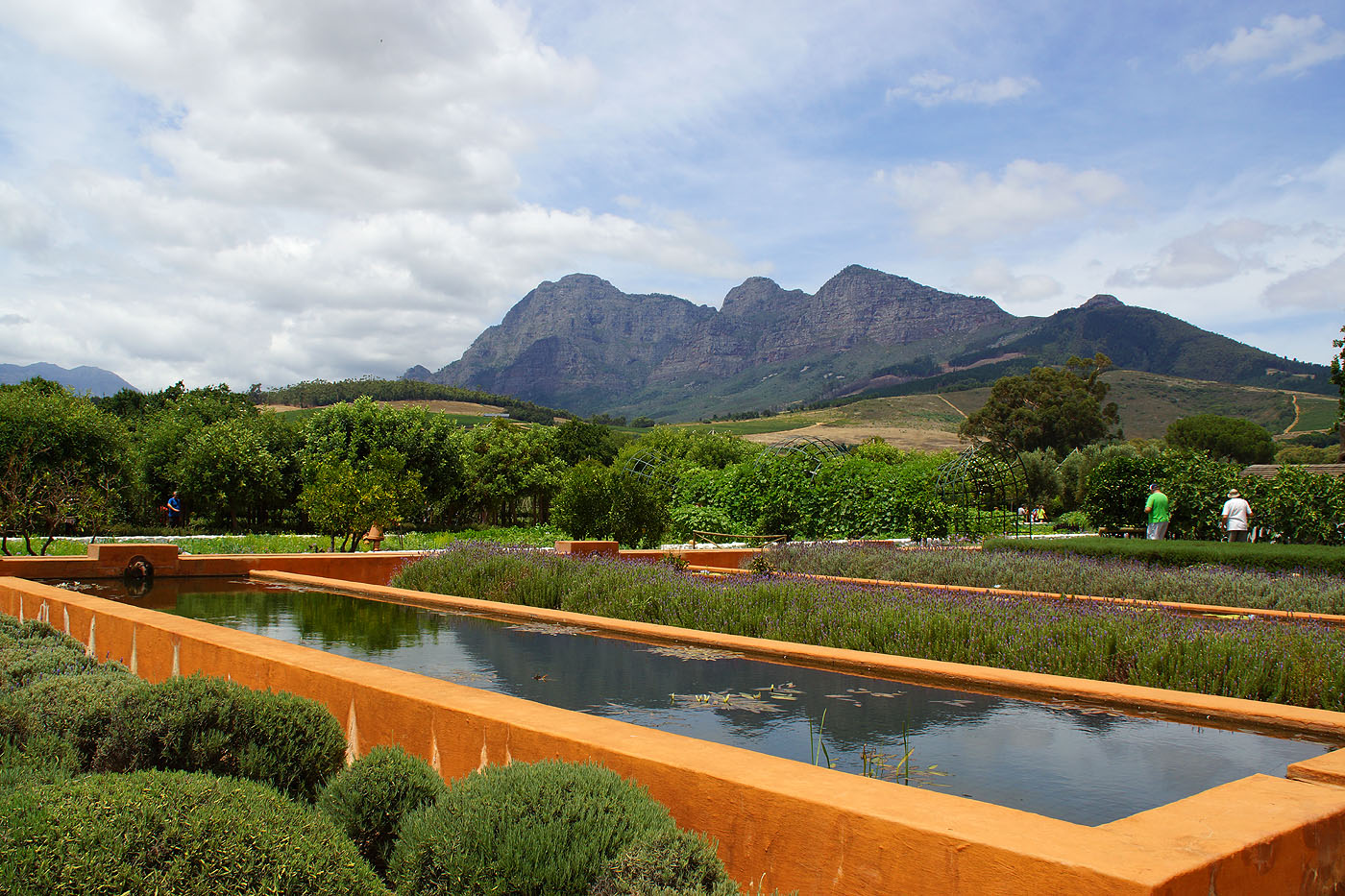
Babylonstoren Garten mit Fischteichen (2015)

Die Anlage befindet sich auf dem Gelände einer der ältesten kaphölländischen Farmen in Südafrika, deren Ursprünge im 17. Jahrhundert liegen. Die Farm diente ehemals der Versorgung von Schiffen auf der Route zwischen Europa und Indien. Im Jahr 2007 wurde der Garten in seiner heutigen Form vom französischen Architekten Patrice Taravella im Auftrag der neuen Eigentümerin Karen Roos angelegt und ist seitdem der Öffentlichkeit zugänglich.

## Garten
Der 3,5 Hektar große Garten ist Teil der 200 Hektar großen Anlage. Er verfügt über 15 Sektionen, in denen unter anderem 300 verschiedene Baumarten und 300 verschiedene Arten von essbaren Pflanzen, von Heilkräutern bis Gemüse, zu finden sind. Auf dem Gelände leben 58 verschiedene Vogelarten.

## Hotel
Das 5-Sterne Hotel liegt eingebettet in die weitläufige Gartenanlage und verfügt sowohl über Einzel- und Doppelzimmer bis hin zu ganzen Häusern für Familien. Das Hotel wurde 2022 als bestes Hotel Südafrika ausgezeichnet und gilt nach der Condé Nast Traveler List als 26. bestes Hotel der Welt.